# Allium scotostemon
Allium scotostemon är en amaryllisväxtart som beskrevs av Per Erland Berg Wendelbo. Allium scotostemon ingår i släktet lökar, och familjen amaryllisväxter.
Artens utbredningsområde är Iran. Inga underarter finns listade i Catalogue of Life.